# 록푸역
록푸역 (중국어 정체자: 樂富, 광둥어 예일: Lohkfu, Lok Fu)은 홍콩 MTR의 군통 선이 지나가는 지하철역이다. 1979년 10월 1일 홍콩 지하철의 첫 노선인 MIS 노선 (현 군통 선)의 일부로 개통되었다. 역 부근에는 구룡성채 터가 있다.

## 역 구조

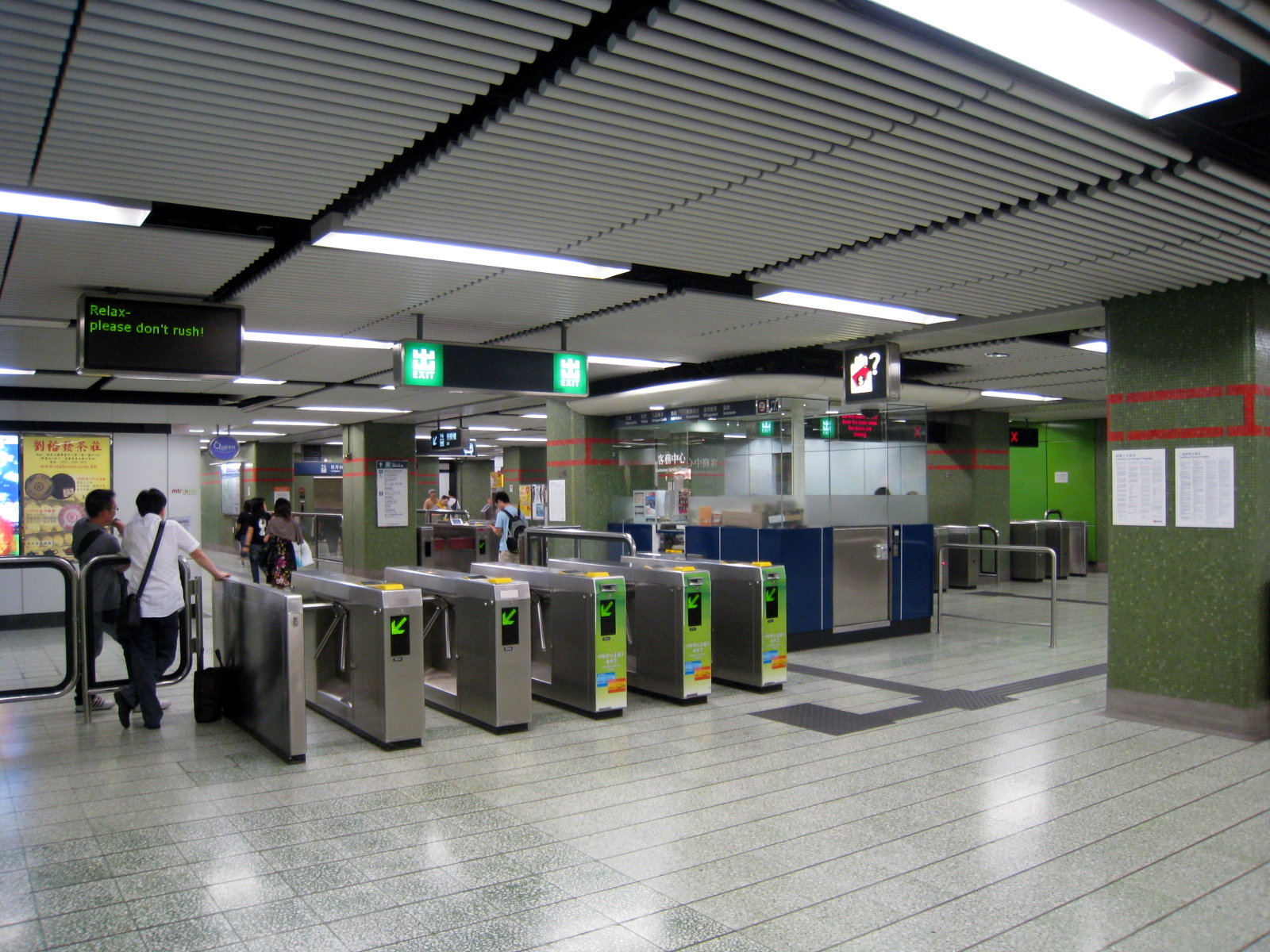
록푸 역 대합실.

| G         | 대합실                     | 출구, 대중교통 환승                 |
| G         | 대합실                     | 고객 서비스, MTR 샵                 |
| G         | 대합실                     | 자판기, ATM                         |
| L2 승강장 | 승강장 1                   | → 군통선 티우겡렝 방면 (웡다이신) → |
| L2 승강장 | 섬식 승강장, 오른쪽문 열림 |                                     |
| L2 승강장 | 승강장 2                   | ← 군통선 웡보 방면 (가우룽통)       |

## 출구
- A: 록푸 광장 (UNY)
- B: 록푸 광장 B구역[2]

## 교통

### 미니버스 노선
- 13A (A출구) - 궝보 가
- 54 (A출구) - 선틴 주택단지
- 54M (A출구) - 딘마/딘왕
- 58 (B출구) - 퉁타우 주택단지[3]

### 록푸 버스터미널 (A출구)
- 103 - 죽윈 주택단지 - 폭필드 로 (홍콩대 경유)
- 11D - 군통 페리 (가우룽싱 경유)
- 7 - 스타 페리 (워털루 로 경유)
- 7B - 훙함 페리 (가우룽통, 호만틴 경유)
- 7M - 죽윈 주택단지 (순환선)
- 84M - 체벌리어 가든 (시티원 사틴 경유)
- N29 (야간 노선) - 둥충 MTR역 버스터미널 / 정관오 (보람)[3]